# Volumnia
Volumnia, o secondo Plutarco Virgilia (V secolo, ... – ...; fl. V secolo a.C.), è stata una donna romana appartenente alla nobile Gens Volumnia, moglie di Coriolano.

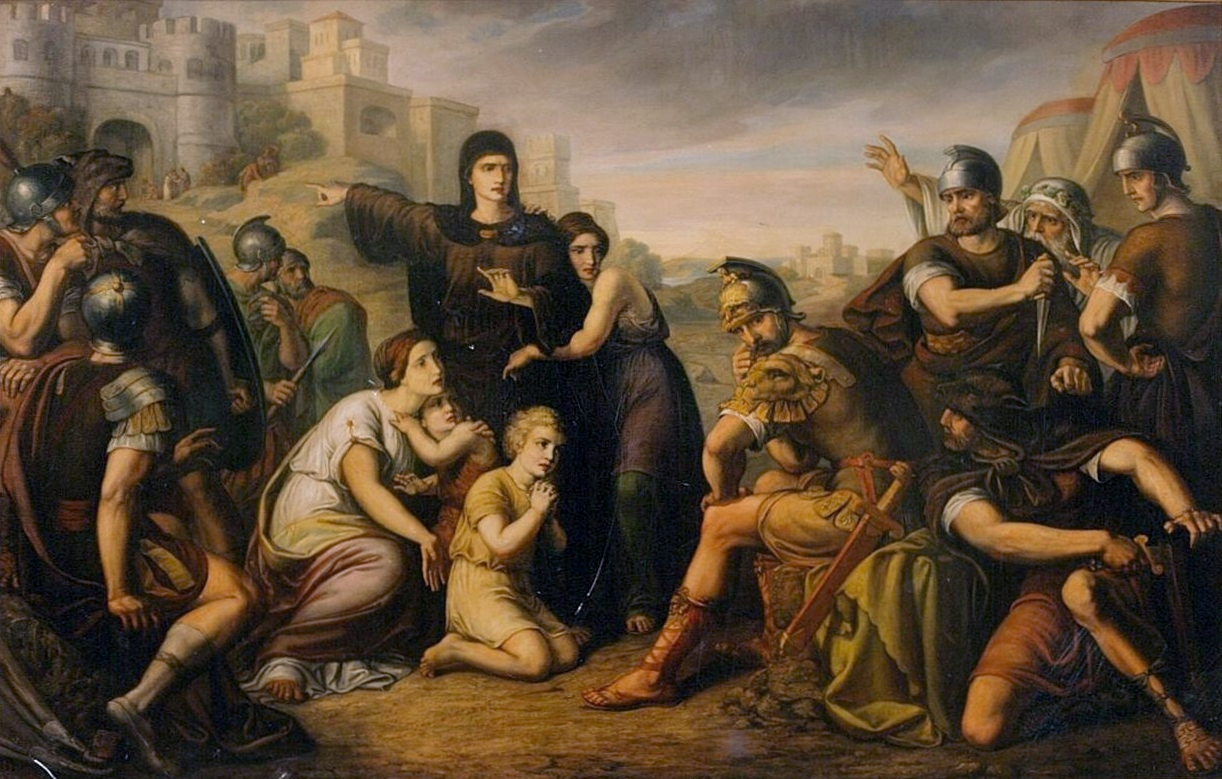
Coriolano viene dissuaso da Volumnia e Veturia.

Assieme alla suocera Veturia, convinse il leggendario eroe della gens Marcia, già conquistatore dei Volsci, a deporre le armi contro Roma, dissuadendolo dal desiderio di vendicarsi contro la patria ingrata, che lo aveva ingiustamente esiliato. Plutarco, a differenza di Tito Livio e Dionigi di Alicarnasso, nella Vita di Coriolano la chiama Virgilia e non Volumnia.